# Кунара
Кунара́ (рос. Кунара) — село у складі Нев'янського міського округу Свердловської області.
Населення — 143 особи (2010, 183 у 2002).
Національний склад станом на 2002 рік: росіяни — 97 %.